# Première Nation de Deer Lake
Pour les articles homonymes, voir Deer Lake.
La Première Nation de Deer Lake est une bande indienne de la Première Nation oji-cree du Nord de l'Ontario au Canada. Elle possède une réserve, Deer Lake, de 1 654 hectares située sur la rive nord du lac Red. Elle fait partie du Conseil Keewaytinook Okimakanak et de la Nishnawbe Aski Nation. Elle est signataire du Traité 5. En décembre 2007, elle avait une population totale enregistrée de 1 072 membres dont 868 vivaient sur la réserve.

## Gouvernement
La Première Nation de Deer Lake est gouvernée par un conseil élu composé d'un chef, d'un chef adjoint et de six conseillers.

## Transports
La réserve de Deer Lake est desservie par l'aéroport de Deer Lake. Elle est reliée aux Premières Nations de Pikangikum, de Sandy Lake et de North Spirit Lake par des routes d'hiver ou de glace.

## Services
Le service de police de Deer Lake est assuré par le Nishnawbe-Aski Police Service (en).

## Annexe